# Guébling
Guébling – miejscowość i gmina we Francji, w regionie Grand Est, w departamencie Mozela.
Według danych na rok 1990 gminę zamieszkiwało 155 osób, a gęstość zaludnienia wynosiła 23 osób/km² (wśród 2335 gmin Lotaryngii Guébling plasuje się na 890. miejscu pod względem liczby ludności, natomiast pod względem powierzchni na miejscu 855.).